# CommonTime

Common Time ltd est un éditeur britannique de logiciels de synchronisation entre des PDA sous Windows Mobile, Symbian, Android, Palm webOS et iOS et la messagerie d'entreprise IBM Lotus Domino.

## Produits

### mSuite
mSuite est un logiciel s'installant sur des serveurs Windows permettant d'envoyer sous forme de "push" les courriels, les données d'agenda, les tâches et les contacts d'un utilisateur de messagerie Lotus Domino.
Cet envoi de données cryptées se fait par GPRS,EDGE,UMTS/3G, HSDPA/3G+, ....

Depuis la version 5, mSuite dialogue avec les iphone, les PDA sous Android et les Nokia serie 60 par le biais d'un connecteur Exchange ActiveSync, en plus des PDA sous Windows Mobile (accès natif par client lourd).

La version 5.12 prend en compte les PDA sous Windows Mobile 6.5.

La version 5.16 prend en compte les PDA sous Windows Phone 7.

### mNotes
mNotes est un logiciel s'installant sur un poste de travail Windows 2000, XP, Vista permettant de recevoir et d'envoyer (sous forme de "push" depuis la version 5) via un câble USB et ActiveSync les courriels, les données d'agenda, les tâches et les contacts d'un utilisateur de messagerie Domino par le biais de son client Lotus Notes.

mNotes 5.x sera progressivement abandonné au profit de mSuite 5.x car Windows Phone 7 abandonne la synchronisation par câble USB pour les données PIM.